# Прометей-огненосец
«Прометей-огненосец» (др.-греч. Προμηθεὺς Πυρφόρος) — трагедия древнегреческого драматурга Эсхила (первая половина V века до н. э.), заключительная часть трилогии, посвящённой мифу о Прометее. Её текст почти полностью утрачен.

## Сюжет

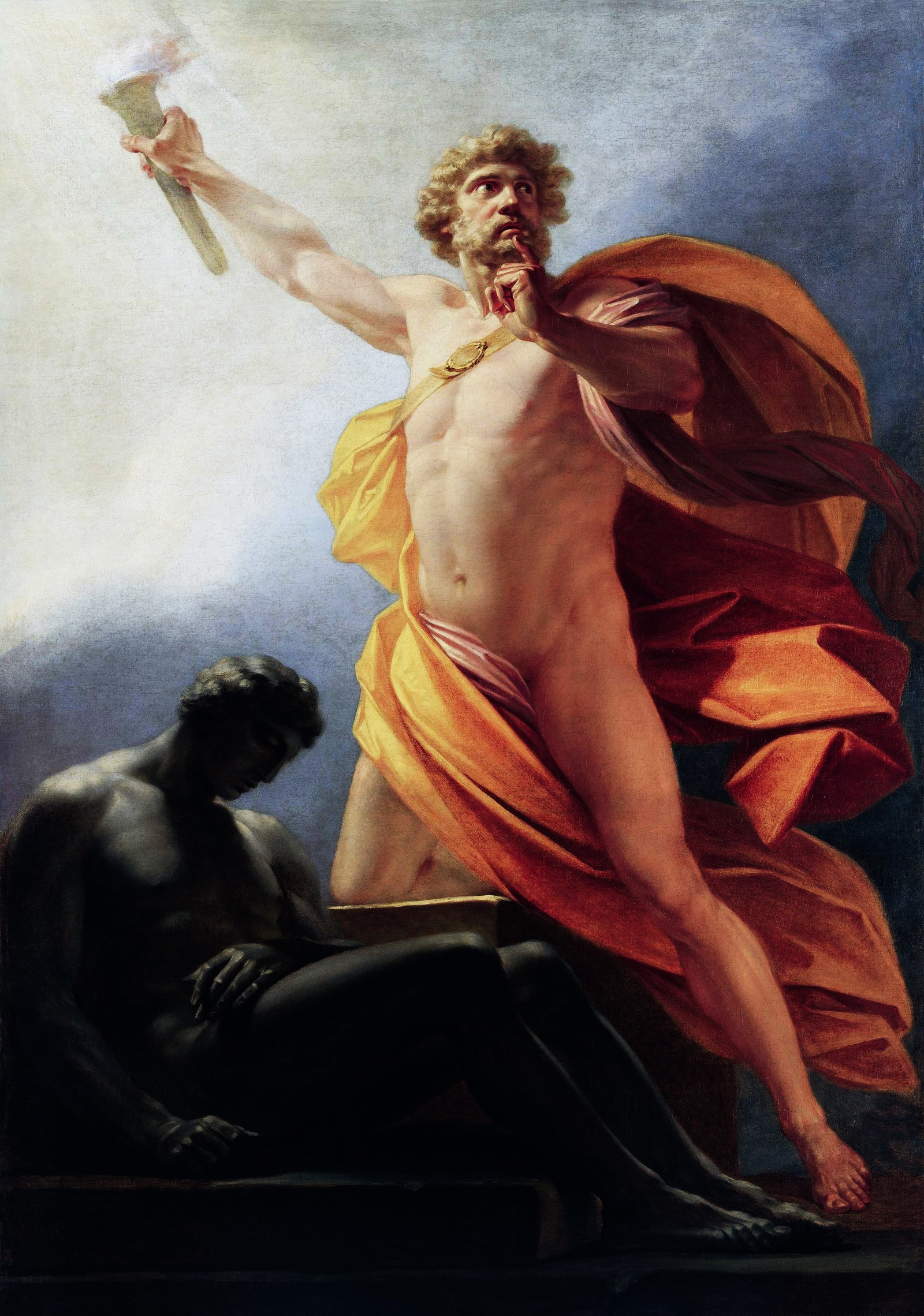
Прометей несёт огонь людям. Картина Генриха Фугера

«Прометей-огненосец» стал третьей частью драматического цикла о похищении Прометеем огня для людей. В первой части, «Прометей прикованный», заглавного героя пригвождают к скале по приказу Зевса. Во второй, «Прометей освобождаемый», он получает свободу. О содержании «Прометея-огненосца» достоверно ничего не известно. По одной версии, речь там шла о похищении огня, по другой — об учреждении в Афинах культового праздника Прометии, во время которого бегуны с факелами преодолевали дистанцию от рощи Академа до Керамика и заново зажигали огонь во всех печах. 
Некоторые антиковеды считают, что в обеих версиях сюжета нет материала для целой трагедии. Они отстаивают гипотезу о том, что пьесы под названием «Прометей-огненосец» никогда не было: составители каталога имели в виду сатировскую драму «Прометей-огневозжигатель».

## Судьба пьесы
Текст «Прометея-огненосца» утрачен почти полностью. Сохранился только один короткий фрагмент — строка «Молчащий впору, говорящий вовремя», в которой, возможно, речь идёт о пророчестве Прометея, обращённом к Зевсу. Титан рассказал, что сын возлюбленной Зевса Фетиды станет сильнее своего отца; это заставило бога уступить Фетиду смертному.
Существует ещё один фрагмент, более объёмный, который может быть частью текста «Прометея-огненосца» либо сатировской драмы «Прометей-огневозжигатель». В этом фрагменте хор славит заглавного героя. Некоторые антиковеды полагают, что хор состоит из сатиров, и в этом случае фрагмент должен относиться к «Прометею-огневозжигателю».